# Generaal Spoorkazerne
De Generaal Spoorkazerne aan de Leuvenumseweg te Ermelo is geopend in 1952 en genoemd naar generaal Simon Spoor, die van 1946 tot 1949 legercommandant was in Nederlands-Indië.
De kazerne is gebouwd naar ontwerp van Kol. Ir. J.C. Stumphius en Kol. J.H. Hoogendoorn door N.V. Midden Nederland.
Anno 2016 is de kazerne in gebruik bij 400 Geneeskundig Bataljon, de Koninklijke Militaire School en in de zomer van 2020 is ook de Regimentsfanfare 'Garde Grenadiers en Jagers' hier gehuisvest.